# DY파워
DY파워 주식회사(영어: DY Power)는 경남 창원시 성산구 웅남로 812 (성주동)에 본사를 둔 유공압 기기와 유공압 기계 기업이다.